# Raid nel Dardanelli (luglio 1912)
Tra il 17 e 18 luglio del 1912, durante la guerra italo-turca (1911–1912), la Regia Marina italiana effettuò operazioni lungo le coste dell'Impero Ottomano, comprese azioni nel Dardanelli e presso Çanakkale. La marina italiana bombardò installazioni militari ottomane in diverse località costiere per esercitare pressione sull'Impero Ottomano e spingerlo alla pace, che tuttavia fu raggiunta solo con il trattato di Losanna del 18 ottobre 1912. l'operazione fu un successo e il colonnello Enrico Millo fu promosso a contrammiraglio.

## Eventi

### Missione italiana
La formazione italiana era composta dall'incrociatore protetto Vettor Pisani e da due cacciatorpediniere di scorta, Borea e Nembo. A supporto di questa incursione, un'operazione parallela coinvolse le torpediniere Spica, Perseo, Astore, Climene e Centauro, che ebbero il compito di disturbare le difese ottomane lungo la costa e individuare eventuali unità nemiche in navigazione. L'obiettivo era quello di colpire le difese ottomane di sorpresa e mantenere la pressione sull'Impero Ottomano, e rientrava in una più ampia strategia di blocco e intimidazione, volta a costringere il governo di Costantinopoli a negoziare la pace. Le unità lasciarono la base di Stampalia il 14 luglio e si diressero verso lo stretto, fermandosi a Leros e a Strasi per poi partire nuovamente il 18 luglio alle 18.00.

### Difese Ottomane
Le difese ottomane predisponevano di 5 000 soldati con 52 armi in precedenza reclutati dopo il raid italiano del 18 aprile, in più le navi corazzate Barbaros Hayreddin, Turgut Reis e Mesudiye, gli incrociatori Hamidiye e Mecidiye, 2 cacciatorpediniere e le torpediniere Jadighiari Milet, Nemamehamiet, Morenivetmilié, Samsum, Jarhissar, Thaxos, Bassora, Abdul Medjid e Assari Tewfik. Viene riportata anche la presenza della nave di trasporto ottomana Tirimüjgan. Le fortificazioni ottomane consistevano su 96 cannoni pesanti da 21 a 28 cm e numerosi cannoni leggeri da 15 a 18 cm. Tuttavia, queste fortificazioni si riveleranno in seguito inefficaci contro la flottiglia italiana. Vennero anche usati piccoli pezzi di 47 mm, che però risultavano anch'essi inutili.

### Cronologia dell'incursione
Durante il viaggio, ci fu maltempo e le navi dovettero fermarsi a Parthana il tramonto del 17 luglio. Ripresero il viaggio il giorno successivo, avanzando alla velocita di 12 miglia, poi aumentata a 15, e si presentarono ai pressi dello stretto nella notte tra il 18 e il 19 luglio, e inizarono ad avanzare a 20 miglia a partire dalle 23.20. A questo punto, alle 23.30, il mare era calmo e le navi avanzavano senza essere notate luo la parte Europea dello stretto, per evitare le barricate di mine. Le navi passarono tra Cape Helles e Kum Kaleh, ma furono viste alle 00.40 e scattò l'allarme delle fortificazioni turche. Successivamente furono identificati i proiettori entrati in azione: Foci dello Smandare, Tekch, Kilid Bar, Chanack, Batteria Mejdich fra Chanack e Nagara, altri due a nord-est di Kilid Bar, oltre a quelli delle navi, che furono acorte in azione solo quando fummo nei pressi di Chanack. La velocità delle navi fu aumentata a 23 miglia da Millo a causa delle deboli fortificazioni turche, Tra Kilid-Bahr e Cianak, la nave Spica urtava di poppa contro il primo cavo d'acciaio e successivamente ne urtò con un secondo. Durante l'attesa di 2 o 3 minuti, il capitano Millo notò l'arrivo di 7 navi, lontate circa 6 miglia, e decise di ritirare tutte le navi immediatamente dallo stretto.